# Vani Viswanath
Vani Viswanath, (née le 13 mai 1971 à Ollur (en), désormais Thrissur dans l'État du Kerala), est une actrice de cinéma indien. En 2000, Vani remporte le prix du film de l'État du Kerala en tant que deuxième meilleure actrice, pour sa performance dans Susanna (en), réalisé par T. V. Chandran (en). Elle a été qualifiée de « reine de l'action » de Mollywood, l'industrie cinématographique indienne dont les films sont réalisés en malayalam. En 2017, elle rejoint le parti Télougou Desam (en) dans l'Andhra Pradesh.

## Biographie

### Jeunesse
Vani est née en 1971. Elle est la quatrième des cinq enfants de parents Malayali (en), Thazhathuveettil Vishwanathan, astrologue, et Girija, femme au foyer, vivant à Ollur, Thrissur. Elle fait sa scolarité à l'école secondaire pour filles du couvent de St. Raphael, à Ollur, puis à Chennai. Lorsqu'elle a13 ans, son père lui prédit par l'astrologie qu'elle deviendrait actrice et qu'elle entrerait en politique.

### Carrière
Elle apparaît principalement dans des films malayalam et télougou. Elle a joué dans The King (en) (1995) avec Mammootty. Elle est également apparue dans des films kannada et tamoul. Elle faisait partie des grandes stars de son époque dans le sud de l'Inde. Son film Gharana Mogudu (en) avec Chiranjeevi (en), superstar de Tollywood, est un énorme succès. Vani est formée au combat et aux arts martiaux et a même combattu plusieurs hommes dans les films. Vani a également joué dans deux films en hindi avec la superstar Mithun Chakraborty dans Jung (en) (1996) et Bhishma (en) (1996).

## Filmographie
- Nagaravadhu (2001)